# الشاعر الفقير
الشاعر الفقير هي لوحة زيتية للفنان الألماني كارل سبيتزويج رسمها في 1839 ويوجد 3 نسخ منها.